# Silvano Magheri
Silvano Magheri (Firenze, 18 maggio 1933 – Ravenna, 1º ottobre 2014) è stato un calciatore italiano, di ruolo attaccante.

## Caratteristiche tecniche
Fonti d'epoca ne lodavano le grandi capacità realizzative, in particolare grazie al colpo di testa, evidenziando altresì la necessità di compagni di reparto abili in costruzione, fase nella quale risultava carente. Scriveva il quotidiano «Stampa Sera» nel 1961: «ciondola per lunghi periodi attraverso il campo come se quanto accade intorno a lui non lo interessasse [...]: si tratta però di un "sonno artificiale": quando il pallone gli capita a portata di piede in area di rigore, l'inesorabile stoccatore si rivela».
In un'intervista del 2002, ricordando la sua militanza nella Biellese, dichiarò: «Il pezzo forte era il colpo di testa. Ogni rete che ho realizzato giungeva al termine di un gioco corale, [...] perché erano il frutto del lavoro operato sulle fasce da calciatori deliziosi e imprendibili come Gazza, Cugnolio, Ninni, Voltolina e Piccioni».

## Carriera
In gioventù militò nel Rifredi di Firenze e nel Giulianova. Dopo la vittoria del campionato di IV Serie 1956-1957 ottenuta nelle file della Sarom Ravenna, militò per dieci stagioni consecutive in Serie C; con 145 reti, ad oggi risulta essere il quinto cannoniere di sempre in questa categoria. Vinse tre classifiche dei cannonieri (1961, 1962 e 1966), e risulta essere l'unico calciatore ad esservi riuscito con la stessa squadra, la Biellese. Arrivò secondo in tre occasioni, staccato di una rete da Giuseppe Orlando nel 1958 e da Albino Cella nel 1965, e di due reti da Agide Lenzi nel 1960.
A livello di club non riuscì a vincere alcun campionato di terza serie, ottenendo unicamente piazzamenti, in particolare quattro secondi posti nel 1961, 1962 e nel 1965 con la Biellese e nel 1964 con il Forlì e un terzo posto nel 1960, con il Trapani.
Giocò in Serie B nella prima parte del campionato 1962-1963, con la Sambenedettese. Nel 1967-1968 giocò in Serie D con l'Ivrea; dopo il ritiro dai campi di gioco diresse una scuola calcio nel Ravennate.

## Statistiche

### Presenze e reti nei club
| Stagione        | Squadra         | Campionato      | Campionato | Campionato | Coppe nazionali | Coppe nazionali | Coppe nazionali |
| Stagione        | Squadra         | Comp            | Pres       | Reti       | Comp            | Pres            | Reti            |
| --------------- | --------------- | --------------- | ---------- | ---------- | --------------- | --------------- | --------------- |
| 1954-1955       | Giulianova      | IV              | 32         | 27         | –               | –               | –               |
| 1956-1957       | Ravenna         | IV              | 29         | 30         | –               | –               | –               |
| 1957-1958       | Ravenna         | C               | 28         | 19         | CI              | ?               | 1               |
| Totale Ravenna  | Totale Ravenna  | Totale Ravenna  | 57         | 49         | –               | ?               | 1               |
| 1958-1959       | Trapani         | C               | 30         | 8          | CI              | ?               | 3               |
| 1959-1960       | Trapani         | C               | 29         | 17         | –               | –               | –               |
| Totale Trapani  | Totale Trapani  | Totale Trapani  | 59         | 25         | –               | ?               | 3               |
| 1960-1961       | Biellese        | C               | 34         | 21         | –               | –               | –               |
| 1961-1962       | Biellese        | C               | 32         | 17         | –               | –               | –               |
| 1962            | Sambenedettese  | B               | 5          | 0          | CI              | 1               | 0               |
| 1962-1963       | Forlì           | C               | 25         | 9          | –               | –               | –               |
| 1963-1964       | Forlì           | C               | 34         | 13         | –               | –               | –               |
| Totale Forlì    | Totale Forlì    | Totale Forlì    | 59         | 22         | –               | –               | –               |
| 1964-1965       | Biellese        | C               | 34         | 17         | –               | –               | –               |
| 1965-1966       | Biellese        | C               | 34         | 16         | –               | –               | –               |
| 1966-1967       | Biellese        | C               | 18         | 8          | –               | –               | –               |
| Totale Biellese | Totale Biellese | Totale Biellese | 152        | 79         | –               | –               | –               |
| 1967-1968       | Ivrea           | D               | 22         | 0          | –               | –               | –               |
| Totale carriera | Totale carriera | Totale carriera | 386        | 202        | –               | ?               | 4               |

## Palmarès

### Club

#### Competizioni nazionali
- IV Serie: 1

Sarom Ravenna: 1956-1957

#### Competizioni regionali
- Promozione: 1

Giulianova: 1953-1954

### Individuale
- Capocannoniere della Serie C: 3

1960-1961 (21 gol)
1961-1962 (17 gol)
1965-1966 (16 gol)